# Ondal
Ondal (hangul: 온달, handzsa: 溫達, RR: Ondal; ? – Adan-szong (Adan-seong), 590.) ragadványnevén Együgyű Ondal (바보 온달; Pabo Ondal (Babo Ondal)) kogurjói (goguryeo-i) hadvezér volt. Egyszerű család gyermekeként lépett be a hadseregbe, és vált ismert hadvezérré. 590-ben az Acshan (Achan)-hegyen álló Adan erődöt védte a sillai (silla-i) csapatok támadásától, amikor életét vesztette.